# Kampfar
Kampfar ist eine Pagan- und Black-Metal-Band aus Fredrikstad in Norwegen. Das Wort Kampfar ist ein alter norwegischer Kampfschrei für Odin.

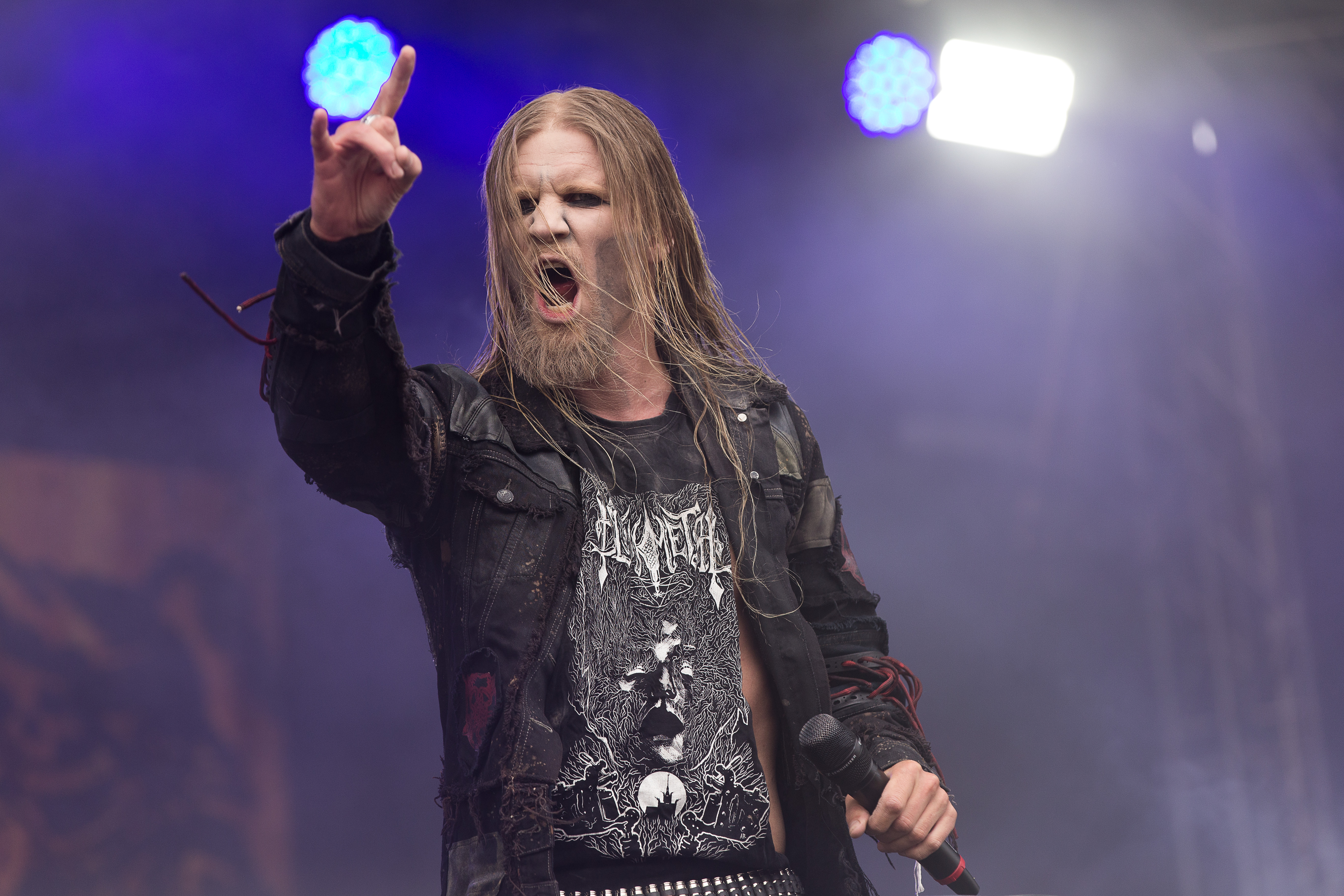
Sänger Dolk auf dem Rockharz Open Air 2016

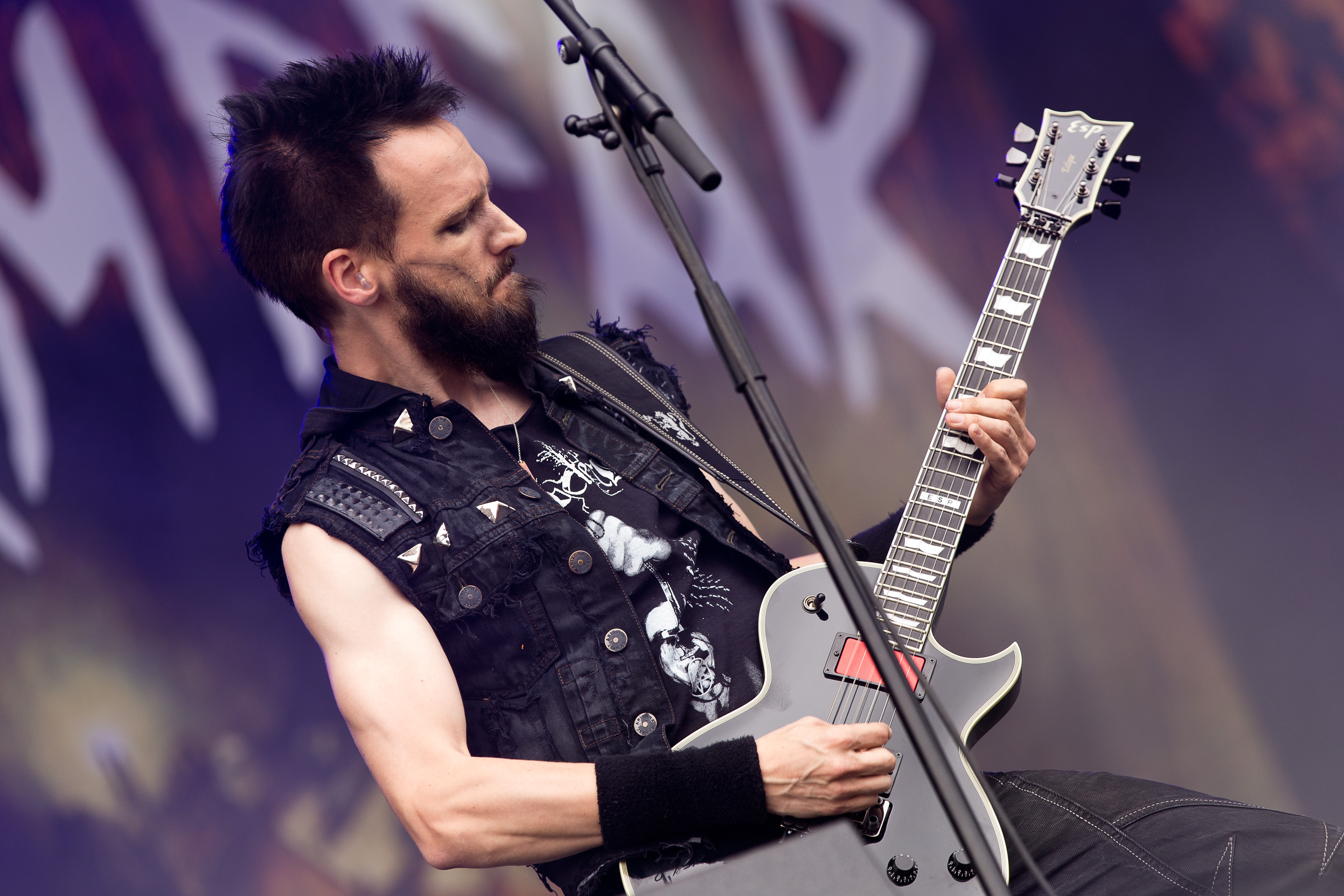
Gitarrist Ole auf dem Rockharz 2016

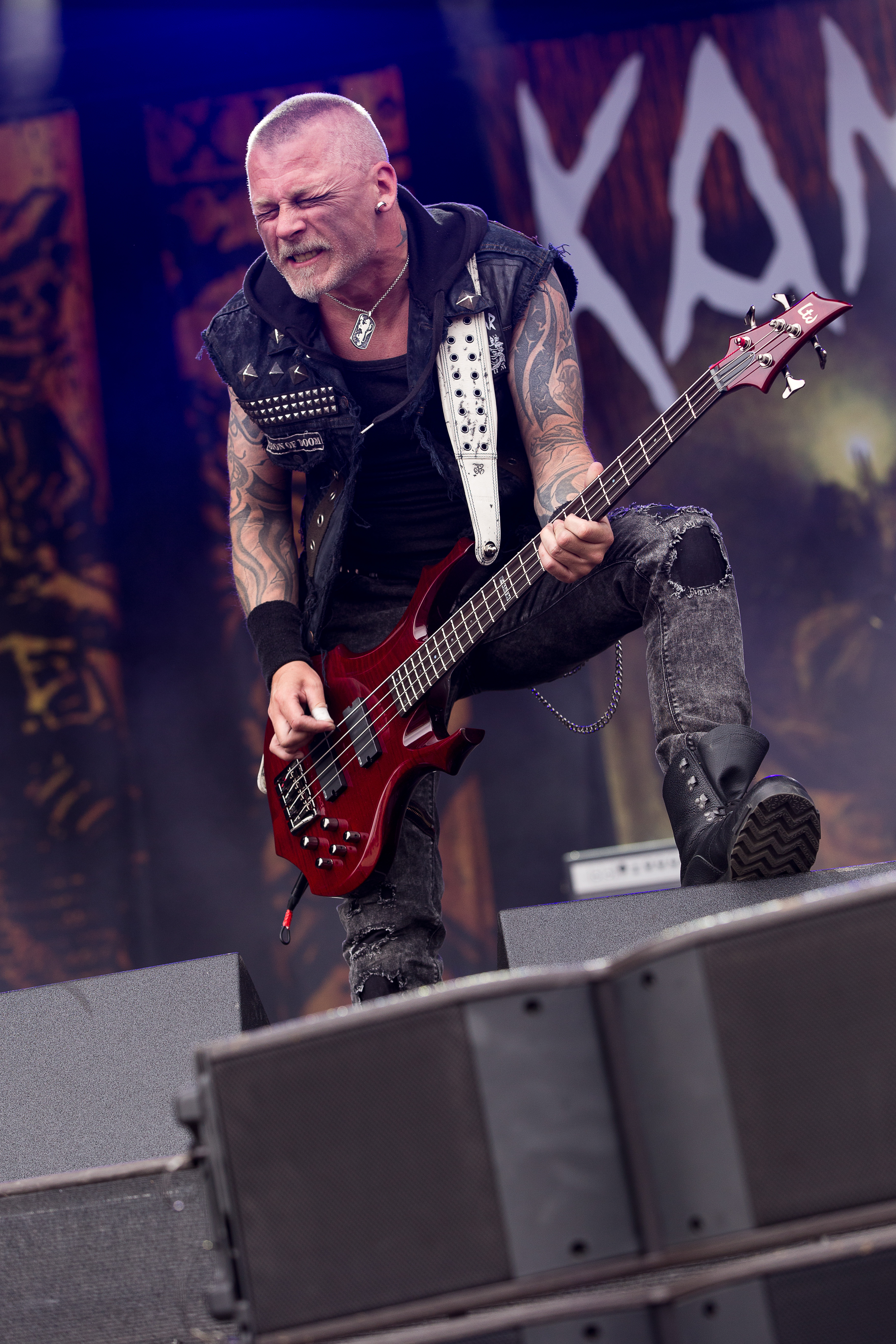
Bassist Jon Bakker auf dem Rockharz 2016

## Geschichte
Kampfar wurde 1994 von Dolk gegründet, nachdem er sich von seiner vorherigen Band Mock trennte. Seine Beweggründe sich vom reinen Black Metal abzuwenden, legte er gegenüber dem Legacy-Magazin im Jahr 2007 wie folgt dar:

„Ich wollte etwas kreieren, das ehrlicher und bodenständiger war als die unzähligen Bands ohne Substanz, die einen auf böse machen. Ich wollte etwas erschaffen, das mir als Mensch und Musiker zu 100% entspricht. Daher konnte Kampfar nicht satanistisch sein, da ich das selbst nie war.[…]“

Dolk schrieb 1994 das Lied Kampfar und arrangierte es für den Bass. Daraufhin suchte er einen Gitarristen. Thomas schloss sich ihm an und zusammen schrieben sie das Lied Hymne und veröffentlichen die MCD Kampfar im November 1996 und fast ein dreiviertel Jahr später im Juli 1997 das Full-Length-Album Mellom Skogkledde Aaser. Als Duo mit zwei Alben komponierten sie neue Lieder für die MCD Norse und das Album Fra Underverdenen, welche beide 1999 erschienen.
Nach der Veröffentlichung des Albums folgte aufgrund persönlicher Angelegenheiten eine inaktive Zeit. Dolk begann in der Band Gruesome zu spielen, wo er Jon traf und für Kampfar akquirierte. Jon war nun ein festes Mitglied und das Trio begann wieder zu proben.
Schlagzeuger II13 trat der Band im Sommer 2003 bei. Die Band arbeitete an neuen Liedern und schließlich erfolgte Mitte 2004 der erste Live-Auftritt auf dem Moshfest in Halden, welches nicht weit von ihrer Heimatstadt Fredrikstad entfernt ist. Die Konzerte waren recht erfolgreich, sodass Kampfar nach einigen Auftritten in Norwegen bis heute in vielen europäischen Ländern spielte, darunter in Deutschland, den Benelux-Staaten und Spanien. Kampfar war auch Headliner der Ravnferd 2006-Tour. Kvass wurde zwischen November 2005 und Januar 2006 im Silvertone Studio in Fredrikstad aufgenommen. Produzent war Rune Jørgensen.
Am 7. Dezember 2010 gab Gitarrist Thomas über das Myspace-Profil der Band seinen Ausstieg bekannt. Nähere Gründe führte er dazu nicht an, er bekräftigte jedoch, dass die Harmonie zwischen ihm und der Band nach wie vor sehr gut sei.
Das fünfte Studioalbum, Mare, erschien im März 2011, gefolgt von den Alben Djevelmakt (2014) und Profan im Jahre 2015.
Am 17. August 2017 gab die Band über Facebook bekannt, dass auf dem Wolfszeit Festival ihr letzter Auftritt in Deutschland stattfinden wird, zwei Tage später wurde die Aussage generalisiert. Gründe wurden nicht genannt. Während des Auftrittes wurde die Aussage wiederholt, dass dies ihre letzte Show sei, wieder ohne Begründung.
Am 3. Mai 2019 veröffentlichten sie ihr achtes Album Ofidians Manifest.
Für 2022 war eine Tour durch Europa gemeinsam mit Taake geplant – Update siehe Tourdaten für 2022 und 2023.

## Stil
Die Musik von Kampfar ist inspiriert durch die nordische Mythologie, Natur und Folklore. Die Begründung des Aufgreifens dieser Elemente in den Texten und in der Musik Kampfars geht aus der folgenden Aussage hervor:

„Heidentum, der menschliche Aberglaube, das Leben an sich und nicht zuletzt die Natur selbst haben schon immer die Essenz von Kampfar gebildet. Ohne die Natur gäbe es Kampfar nicht, denn sie war seit jeher die Kraft, welche mich inspiriert und angetrieben hat, Musik zu schreiben. Die Natur bestimmt mein Seelenleben! […] Man kann also sagen, […] die Natur ist meine Religion!“

Die Liedtexte sind vorrangig auf Norwegisch gehalten. Musikalisch bewegt sich die Band zwischen rohem Black- bzw. Pagan Metal und klassischer (nordischer) Folklore. Dies ist darauf zurückzuführen, dass Dolk (Gesang) in seiner früheren Bandgeschichte durch Black Metal, Thomas (Gitarre) hingegen durch klassischere Folklore geprägt wurde.

## Diskografie
Studioalben
- 1997: Mellom Skogkledde Aaser (CD/LP/MC; Malicious Records)
- 1999: Fra Underverdenen (CD/LP; Hammerheart Records) Wiederveröffentlichungen 2006 und 2011.
- 2006: Kvass (CD/LP; Napalm Records)
- 2008: Heimgang (CD/LP; Napalm Records) LP-Veröffentlichung via Hammerheart Records 2012.
- 2011: Mare (CD/LP; Napalm Records)
- 2014: Djevelmakt (CD/2xLP; Indie Recordings)
- 2015: Profan (CD/LP; Indie Recordings)
- 2019: Ofidians Manifest (CD; Indie Recordings)
- 2022: Til Klovers Takt (CD; Indie Recordings)

Demos
- 1995: Kampfar (MC; Eigenvertrieb)

EPs
- 1996: Kampfar (CD/12"; Season of Mist)
- 1998: Norse (CD/12"; Hammerheart Records)
- 2006: Den Sorte Fugl Har Landet (CD; Eigenvertrieb)
- 2022: Urkraft (CD, Indie Recordings)

Boxsets
- 2016: Trolldomssanger (5xMC; Animate Records)

Download-Singles
- 2013: Mylder (MP3; Indie Recordings)
- 2014: Svarm Norvegicus (MP3; Indie Recordings)
- 2015: Icons (MP3; Indie Recordings)
- 2019: Ophidian (MP3; Indie Recordings)
- 2019: Syndefall (MP3; Indie Recordings)
- 2022: Lausdans under stjernene (MP3; Indie Recordings)

## Musikvideos
Offizielle Videoclips
- 2013: Mylder (Regie/Produktion: Red Pig Productions)
- 2015: Daimon (Regie/Produktion: Red Pig Productions)
- 2016: Tornekratt (Regie/Produktion: Marcin Halerz)
- 2019: Ophidian (Regie/Produktion: Dariusz Szermanowicz / Grupa 13)
- 2022:  Urkraft

Offizielle Lyrikvideos
- 2014: Swarm Norvegicus